# Nationalpark Garphyttan
Der Nationalpark Garphyttan liegt westlich der schwedischen Stadt Örebro. Er wurde am 24. Mai 1909 ausgewiesen und zählt damit zu den neun ältesten Nationalparks in Europa.
Garphyttan ist eine alte Kulturlandschaft, die durch Ackerbau und Waldwirtschaft geprägt worden ist. Wiesen und Laubwälder sind vom Nadelwald des Kilsberges umgeben. Die ursprünglich kultivierten Flächen werden auch heute noch nach traditionellen Methoden bearbeitet. Neben einer reichen Vegetation ist vor allem die in Schweden seltene Haselmaus, die hier gut vertreten ist, die Attraktion des Nationalparkes.
Der Haupteingang des Nationalparkes liegt bei Svenshyttan. Durch den Park führen mehrere Rundwege. Auch der Wanderweg Bergslagsleden führt durch den Nationalpark.